# Konstantin-Simonow-Nunatakker
Die Konstantin-Simonow-Nunatakker (russisch Нунатаки Константина Симонова Nunataki Konstantina Simonowa) sind eine Gruppe von Nunatakkern im westantarktischen Queen Elizabeth Land. Sie ragen nordwestlich des Mount Moffat in der Neptune Range der Pensacola Mountains auf. 
Russische Wissenschaftler benannten sie. Namensgeber ist der sowjetische Schriftsteller und Lyriker Konstantin Michailowitsch Simonow (1915–1979).